# Bytecoin

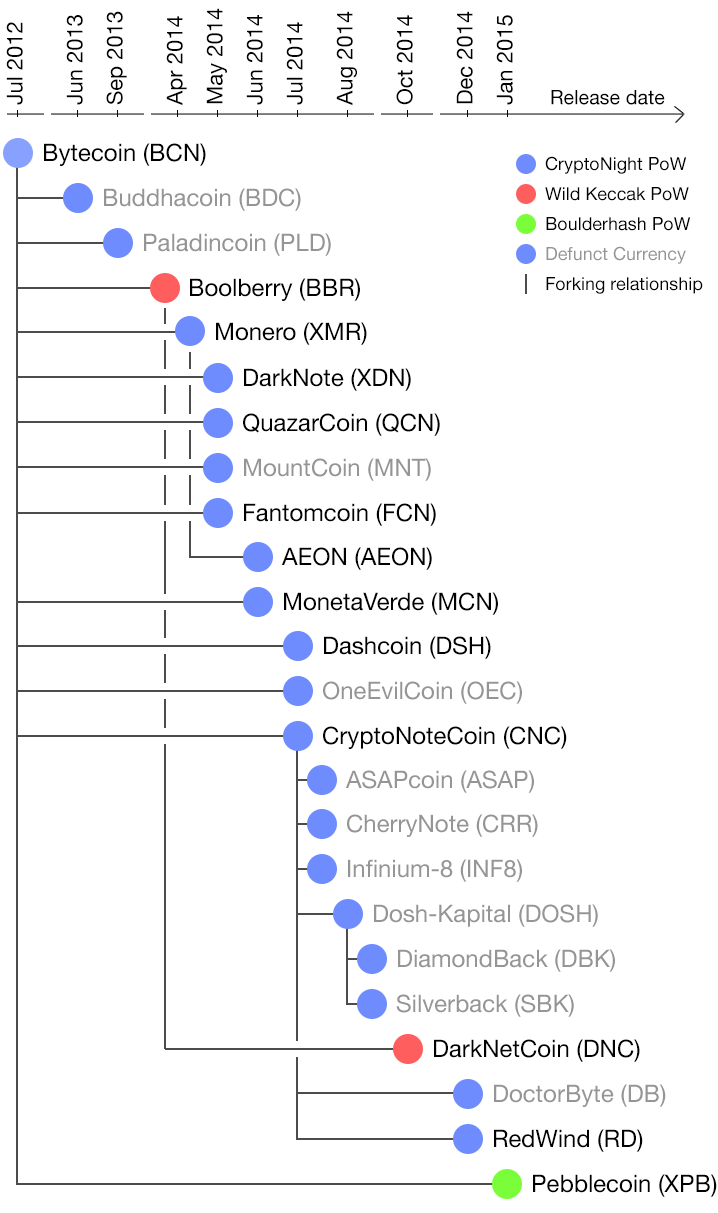
Forks-träd med CryptoNote-baserade kryptomynt. Februari 2016 idag heter dock DarkNote (XDN) Digital Note.

Bytecoin (BCN) är den första kryptovalutan baserad på CryptoNote-teknologin med en öppen källkod designad för anonyma transaktioner. BCN skyddar användarnas integritet med ej passiva och anonyma transaktioner. En av de största fördelarna med Bytecoin är dess internationalitet. Detta system kan drivas av en användare från vilket land som helst i Europa eller Amerika.

## Funktioner
Bytecoin är en programvara med öppen källkod.
Algoritmen för utvinning av Bytecoin skiljer sig genom att den aktivt använder AES-kommandosystemet för x86-mikroprocessorer och en stor mängd av arbetsminne, som gör att utvinning med ett grafikkort är mycket mindre effektivt än utvinning av Bitcoin (med grafikkort).